# Liste der Monuments historiques in Bay (Haute-Saône)
Die Liste der Monuments historiques in Bay führt die Monuments historiques in der französischen Gemeinde Bay auf.

## Liste der Objekte
| Bezeichnung                        | Beschreibung                                                  | Standort                        | Kennzeichnung | Schutzstatus | Datum | Bild |
| ---------------------------------- | ------------------------------------------------------------- | ------------------------------- | ------------- | ------------ | ----- | ---- |
| Skulptur Heiliger Laurentius       | Holz, farbig gefasst, bezeichnet 1599                         | in der Kirche St-Étienne (Lage) | PM70000102    | Classé       | 1960  |      |
| Skulptur Madonna mit Kind          | Holz, farbig gefasst und vergoldet, Ende des 17. Jahrhunderts | in der Kirche St-Étienne (Lage) | PM70002001    | Inscrit      | 1995  |      |
| Skulptur Heiliger Gregor der Große | Holz, farbig gefasst und vergoldet, Ende des 17. Jahrhunderts | in der Kirche St-Étienne (Lage) | PM70002002    | Inscrit      | 1995  |      |